# Gymnosporangium tsingchenense
Gymnosporangium tsingchenense är en svampart som beskrevs av C.T. Wei 1947. Gymnosporangium tsingchenense ingår i släktet Gymnosporangium och familjen Pucciniaceae.   Inga underarter finns listade i Catalogue of Life.